# Tōkyō no koibito
Pour plus de détails, voir Fiche technique et Distribution.
Tōkyō no koibito (東京の恋人) est un film japonais réalisé par Yasuki Chiba, sorti en 1952.

## Synopsis
Aux lendemains de la guerre, des habitants d'un quartier pauvre de Tokyo s'entre-aident et se serrent les coudes pour gagner leur vie en allant travailler tous les jours à Ginza, Yuki est portraitiste de rue, Shōtarō, Chūkichi et Daisuke sont cireurs de chaussures, Harumi est prostituée.

## Fiche technique
- Titre original : Tōkyō no koibito (東京の恋人?)
- Titre anglais : Tokyo Sweetheart
- Réalisation : Yasuki Chiba
- Scénario : Toshirō Ide (en) et Fumio Yoshida
- Photographie : Tadashi Iimura
- Décors : Takeo Kita (ja) et Hyōe Hamagami
- Musique : Nobuo Iida (ja)
- Producteurs : Hisatora Kumagai et Sanezumi Fujimoto
- Sociétés de production : Tōhō
- Société de distribution : Tōhō
- Pays d'origine :  Japon
- Langue originale : japonais
- Format : noir et blanc - 1,37:1 - 35 mm - son mono
- Genre : comédie dramatique
- Durée : 97 minutes[1] (métrage : 10 bobines - 2 648 m[2])
- Dates de sortie : 
  - Japon : 15 juillet 1952[2]

## Distribution

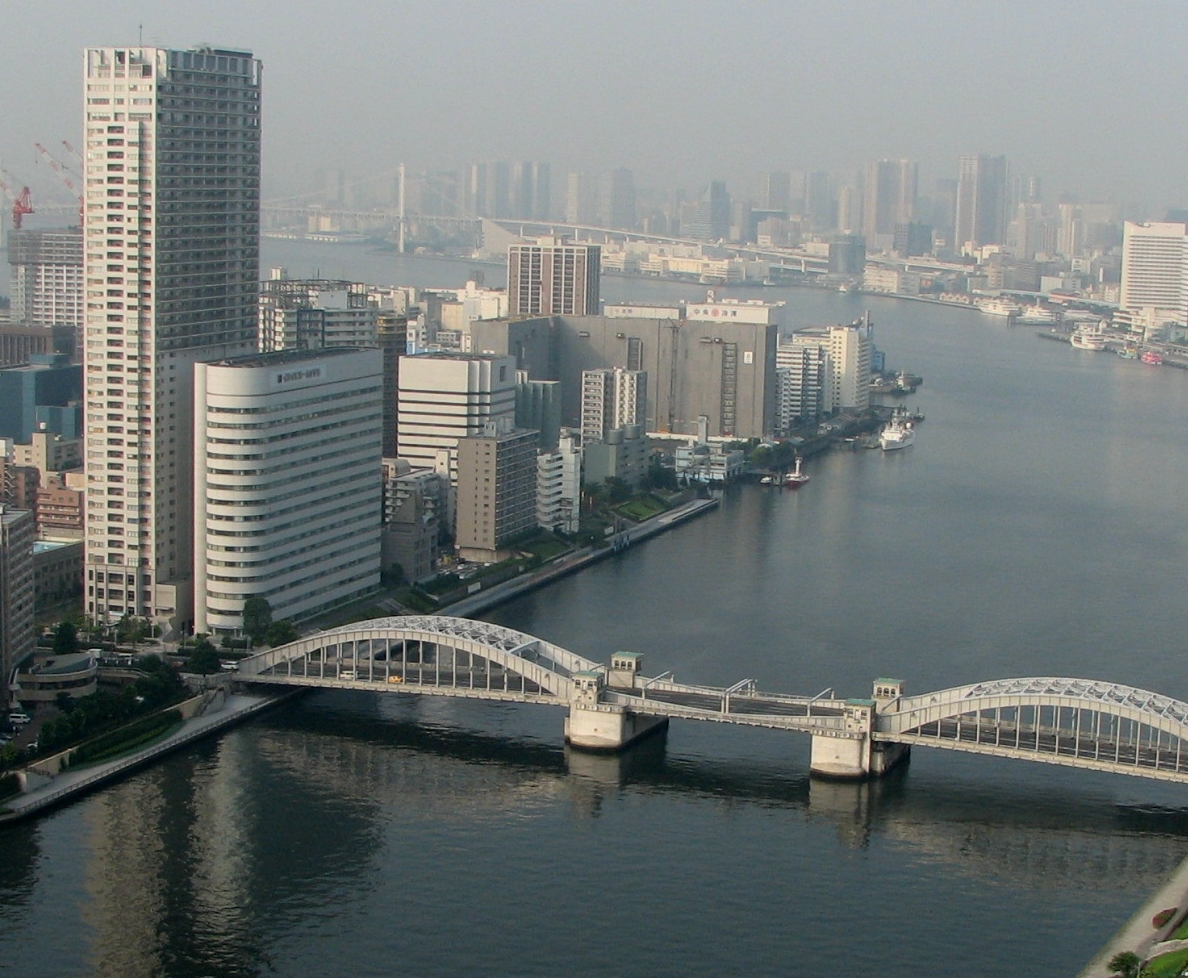
Le pont à bascule Kachidoki sur la rivière Sumida où plusieurs scènes du film ont été tournées.

- Setsuko Hara : Yuki Harada, la portraitiste
- Toshirō Mifune : Kurokawa
- Yōko Sugi : Harumi
- Murasaki Fujima (en) : Konatsu
- Hisaya Morishige : Akazawa, le directeur de la société de fabrication de balles de pachinko
- Nijiko Kiyokawa (ja) : Tsuruko, sa femme
- Hiroshi Koizumi (en) : Shōtarō
- Kazuo Masubuchi : Chūkichi
- Daisuke Inoue (ja) : Daisuke
- Hisao Toake (ja) : le bijoutier
- Sadako Sawamura : sa femme
- Fumiko Okamura : la mère de Harumi